# Copa Volcán Turrialba 2016
La Copa Volcán Turrialba 2016 fue un torneo amistoso de fútbol creado por la dirigencia del Municipal Turrialba para celebrar su 75° aniversario de fundación.
Dicha copa se disputó el miércoles 6 de enero de 2016 en el estadio Rafael Ángel Camacho como sede y en ella participaran el arfitrión, además del Deportivo Saprissa y Club Sport Cartaginés. En un principio se invitó a la Liga Deportiva Alajuelense, sin embargo el equipo manudo declinó en participar y en su lugar se invitó al Cartaginés.
La primera edición del torneo la ganó el Deportivo Saprissa tras acumular 4 puntos.

## Participantes
- Municipal Turrialba
- Deportivo Saprissa
- Club Sport Cartaginés

## Formato de juego
Se jugarán tres partidos en total con un tiempo de 30 minutos para cada uno divididos en tiempos de 15 y 15. 

## Partidos
| 6 de enero de 2016 | Municipal Turrialba | 0:0 (0:0) | Cartaginés | Estadio Rafael Ángel Camacho, Turrialba |  |
|                    |                     |           |            | Árbitro(s): Desconocido                 |  |

| 6 de enero de 2016 | Municipal Turrialba | 1:1 (0:1) | Deportivo Saprissa | Estadio Rafael Ángel Camacho, Turrialba |                         |
|                    | Solano              |           | Angulo             | Árbitro(s): Desconocido                 | Árbitro(s): Desconocido |

| 6 de enero de 2016 | Cartaginés | 0:2 (0:0) | Deportivo Saprissa | Estadio Rafael Ángel Camacho, Turrialba |                         |
|                    |            |           | Ramírez · Badilla  | Árbitro(s): Desconocido                 | Árbitro(s): Desconocido |

### Goleadores
| Jugador         | Equipo              | Goles |  |
| --------------- | ------------------- | ----- |  |
| Marvin Angulo   | Deportivo Saprissa  | 1     |  |
| Pablo Solano    | Municipal Turrialba | 1     |  |
| David Ramírez   | Deportivo Saprissa  | 1     |  |
| Gabriel Badilla | Deportivo Saprissa  | 1     |  |